# 5334 Mishima
5334 Mishima è un asteroide della fascia principale. Scoperto nel 1991, presenta un'orbita caratterizzata da un semiasse maggiore pari a 2,2660795 UA e da un'eccentricità di 0,1251654, inclinata di 7,40718° rispetto all'eclittica.